# خلیج هامسیلوس

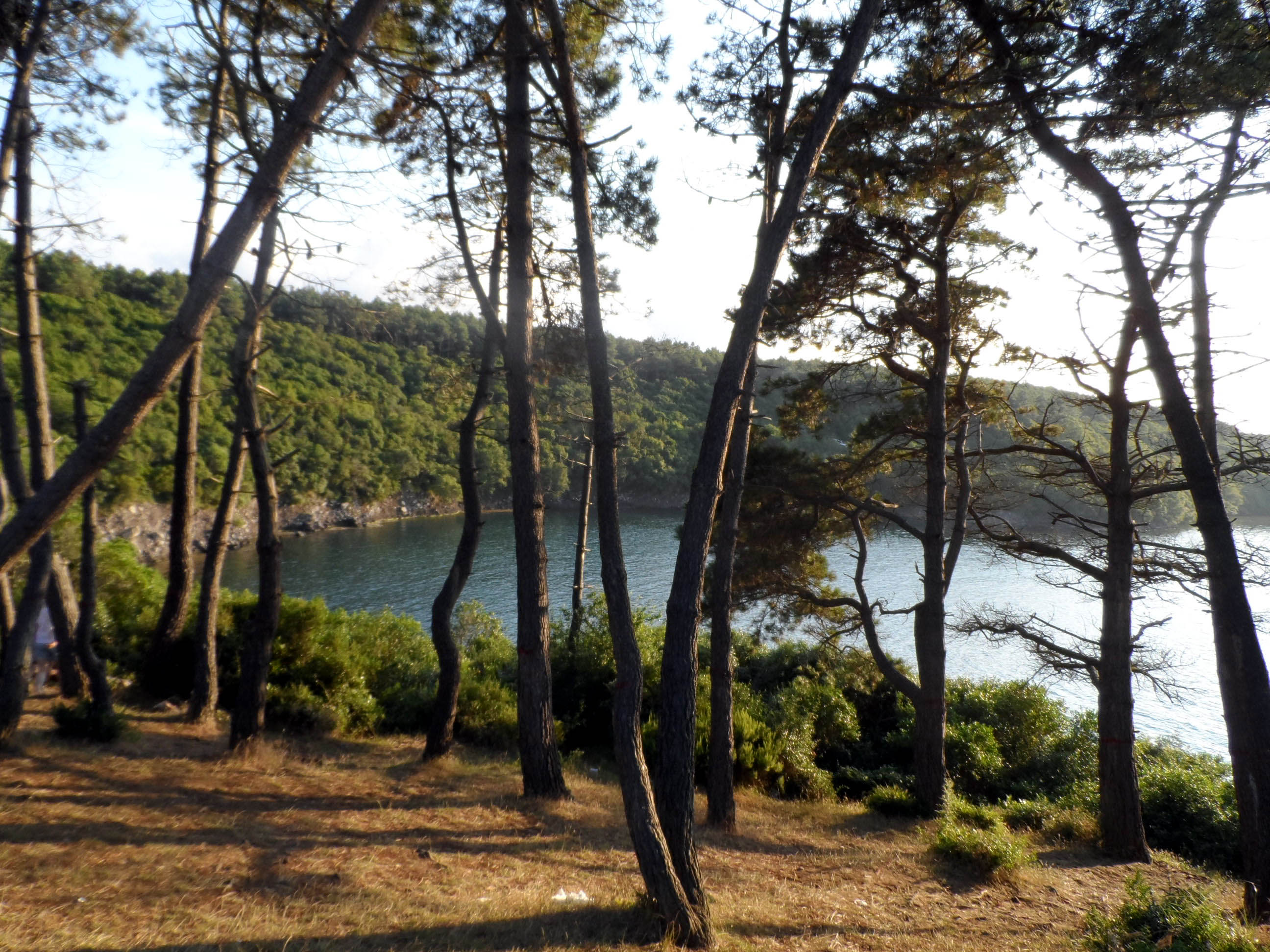
خلیج هامسیلوس در استان سینوپ ترکیه.

خلیج هامسیلوس (هامسالوس هم گفته‌اند) خلیجی است در دریای سیاه در استان سینوپ ترکیه.
خلیج هامسیلوس در غرب سینوپ و در شرق فانوس دریایی اینجه‌بورون قرار دارد. فاصله بزرگراهی آن تا سینوپ ۱۱ کیلومتر است. این خلیج در انتهای غربی آکلیمان واقع شده است، آکلیمان یک ساحل طولانی و مکان تفریحی محبوبی برای شهروندان سینوپ است. پهنای خلیج هامسیلوس حدود ۲۵۰ متر و رو به شرق است.

## آب‌دره
خلیج هامسیلوس را «تنها آب‌دره ترکیه» نامیده‌اند، با این حال در حقیقت هیچ آب‌دره‌ای در ترکیه وجود ندارد و هامسیلوس تنها یک خور با شکلی غیرمتعارف است. در نقشه، این خلیج به سر فیل می‌ماند. هامسیلوس به عنوان مکانی زیبا که در آن جنگل با دریا روبه‌رو می‌شود معروف است. این خلیج در گذشته به عنوان بندرگاه طبیعی کشتی‌های دریایی کارکرد داشت.

## پارک طبیعی
هامسیلوس و آکلیمان در همسایگی آن در سال ۲۰۰۷ به عنوان یک پارک طبیعی اعلام شده‌اند. مساحت این پارک ۶۷٫۹ هکتار است. نگرانی‌هایی در مورد آینده پارک به دلیل طرح نیروگاه هسته‌ای سینوپ در جنوب خلیج هامسیلوس وجود دارد.